# Ajedrez rabioso
El ajedrez a la rabiosa fue una de modalidad de juego del ajedrez surgida en Italia y España a finales del siglo XV y que modificaba sustancialmente el ajedrez medieval descrito por Alfonso X el Sabio en su Libro de los juegos. Las nuevas reglas conforman el ajedrez moderno, con las características normativas básicas con el que se juega actualmente.
En el ajedrez medieval la pieza más poderosa era la torre, que mantuvo sus reglas de movimiento. También el caballo se jugaba como en la actualidad. Sin embargo la Dama se llamaba Alferza, y movía solo una casilla en diagonal, con lo que su fuerza era poco mayor que la de un peón. El alfil, por su parte, movía saltando en diagonal a una casilla situada a dos pasos, con lo que su alcance y potencia era limitada.
El ajedrez a la rabiosa potenció la Dama, adoptando la capacidad del ajedrez moderno de mover cuantas casillas quiera en línea recta o diagonal, englobando los movimientos del alfil (que también alcanzó su movimiento moderno) y la torre. Además, se añadió la promoción del peón si llegaba a la última fila. Por otro lado los peones pudieron avanzar dos casillas si no se habían jugado y apareció el enroque. De este modo, el ajedrez rabioso terminaba muy frecuentemente en jaque mate, mientras que el ajedrez alfonsí acababa las más de las veces en ahogado o tablas.
El ajedrez alla rabiosa surge en el espacio mediterráneo de la Corona de Aragón, a finales del siglo XV. La primera partida conservada con las nuevas reglas es el poema Scachs d'amor, publicado en Valencia hacia 1475, con una intencionalidad clara de difusión de los nuevos movimientos de la Dama. El primer libro que trata del ajedrez moderno, Llibre dels jochs partitis dels schachs, se imprimió en Segorbe en 1495. Su autor fue Francesch Vicent, magistrado valenciano, quizás preceptor de ajedrez de Lucrecia Borgia. Dos años después del libro de Vicent se publica en Salamanca el tratado de Luis Lucena Repetición de amores y arte de ajedrez (Salamanca, 1497). El ajedrecista e historiador español Ricardo Calvo ha documentado el proceso y las conexiones entre las tres obras y entre sus autores, dibujando un panorama de judíos conversos al servicio de la administración de Fernando el Católico cuya influencia y movilidad entre España, Italia, Francia, Países Bajos y Alemania contribuyó a la pronta difusión del nuevo "ajedrez de la dama" o "alla rabiosa".

## Obras
- Lucena: la evasión en ajedrez del converso Calixto. Pedro Muñoz (Ciudad Real): Perea Ediciones. 1997. ISBN 84-7729-216-7.
- El poema Scachs d’amor (siglo XV), primer texto conservado sobre ajedrez moderno. Madrid: Editorial Jaque XXI. 1999. ISBN 84-482-2860-X.
- Garzón, José Antonio (2001). “En pos del incunable perdido. Francesch Vicent: Llibre dels jochs partitis dels schachs, Valencia, 1495”. (Prólogo Dr. Ricardo Calvo). Biblioteca Valenciana, 2001. ISBN 84-482-2860-X
- Garzón, José Antonio (2005). “El regreso de Francesch Vicent: la historia del nacimiento y expansión del ajedrez moderno”. (Prólogo Anatali Karpov). Generalitat Valenciana, Conselleria de Cultura, Educació i Esport: Fundació Jaume II el Just, Valencia. ISBN 84-482-4193-2